# Mentiras y Gordas
Mentiras y Gordas és una pel·lícula espanyola dirigida per Alfonso Albacete i David Menkes, estrenada a Espanya el 27 de març de 2009.

## Argument
L'acció es desenvolupa al voltant d'un grup de joves que es preparen per al que serà l'estiu de les seves vides, mitjançant secrets, mentides, sexe, alcohol, confusió, nit i festa. No són conscients que aquest viatge un cop ha començat no hi ha marxa enrere, ja que les mentides es van fent cada vegada més grans i que estimar significa fer mal.
Són una sèrie de joves que viuen les seves històries d'adolescents amb episodis d'amor, drogues, sexe, nit i passions. Tots viuen una mentida en part i en una successió de ratlles de cocaïna i pastilles. La força de la pel·lícula són els actors, joves i coneguts en diverses sèries de televisió. Molt explícita.

## Repartiment
- Tony: Mario Casas
- Carola: Ana de Armas
- Nico: Yon González
- Marina: Ana Polvorosa
- Carlos: Hugo Silva
- Sonia: Marieta Orozco
- Bubu: Alejo Sauras
- Leo: Duna Jové
- Pablo: Maxi Iglesias
- Nuria: Esmeralda Moya
- Paz: Miriam Giovanelli
- Cristo: Asier Etxeandia